# منفذ المنذرية الحدودي
منفذ المنذرية الحدودي هو منفذ حدودي بري عراقي في شمال شرق قضاء خانقين في محافظة ديالى، يربط العراق بإيران، ويُستعمل لنقل المسافرين والبضائع ومرور الشاحنات، ويقابل منفذَ المنذرية في العراق، منفذُ خسروي الحدودي في إيران. يتبع المنفذ إدارياً لهيأة المنافذ الحدودية، ساحة التبادل التجاري بين منفذ المنذرية ومنفذ خسرو موقعها في العراق، أما في منافذ العراق الأخرى فالساحة موقعها مشترك بين العراق والبلد المجاور، بلغت واردات شهر كانون الثاني سنة 2020 بمنفذ المنذرية مليار دينار وتسعة وثمانون مليوناً وثمانية عشر ألفاً (1089318000).